# Campionato mondiale maschile di pallavolo 2014
Il campionato mondiale di pallavolo maschile 2014 si è svolto dal 30 agosto al 21 settembre 2014 a Breslavia, Bydgoszcz, Cracovia, Danzica, Katowice, Łódź e Varsavia, in Polonia: al torneo hanno partecipato ventiquattro squadre nazionali e la vittoria finale è andata per la seconda volta alla Polonia.

## Scelta della sede
Sono state tre le candidature per l'organizzazione del campionato mondiale 2014:
- Giappone
- Polonia
- Portogallo

L'8 settembre 2008 l'assemblea generale della FIVB ha assegnato l'organizzazione della manifestazione alla candidatura della Polonia.

## Qualificazioni
Al torneo hanno partecipato: la nazionale del paese organizzatore, tre nazionali africane, tutte qualificate tramite i gironi di qualificazione, cinque nazionali nordamericane, tutte qualificate tramite i gironi di qualificazione, tre nazionali sudamericane, due qualificate tramite il campionato continentale 2013 e una qualificata tramite i gironi di qualificazione, quattro nazionali asiatiche e oceaniane, tutte qualificate tramite i gironi di qualificazione, e otto nazionali europee, due qualificate tramite il campionato continentale 2013 e sei qualificate tramite i gironi di qualificazione.

## Impianti
|                                                                             |                                                                        |                                                                     |
|                                                                             |                                                                        |                                                                     |
| Sala del Centenario Città: Breslavia Capienza: 10 000 Anno d'apertura: 1913 | Hala Łuczniczka Città: Bydgoszcz Capienza: 8 764 Anno d'apertura: 2002 | Kraków Arena Città: Cracovia Capienza: 15 328 Anno d'apertura: 2014 |
|                                                                             |                                                                        |                                                                     |
| Ergo Arena Città: Danzica Capienza: 11 409 Anno d'apertura: 2010            | Spodek Città: Katowice Capienza: 11 500 Anno d'apertura: 1971          | Atlas Arena Città: Łódź Capienza: 12 109 Anno d'apertura: 2009      |
|                                                                             |                                                                        |                                                                     |
| Stadio Nazionale Città: Varsavia Capienza: 62 100 Anno d'apertura: 2012     |                                                                        |                                                                     |

## Regolamento

### Formula
Le squadre hanno disputato una prima fase a gironi, con formula del girone all'italiana; al termine della prima fase le prime quattro classificate di ogni girone hanno acceduto alla seconda fase a gironi, con formula del girone all'italiana, conservando i risultati della prima fase ottenuti con le squadre qualificate alla seconda fase. Al termine della seconda fase le prime tre classificate di ogni girone hanno acceduto alla terza fase a gironi, con formula del girone all'italiana; al termine della terza fase:
- Le prime due classificate di ogni girone hanno acceduto alla fase finale per il primo posto strutturata in semifinali, finale per il terzo posto e finale.
- L'ultima classificata di ogni girone ha acceduto alla finale per il quinto posto.

### Criteri di classifica
Se il risultato finale è stato di 3-0 o 3-1 sono stati assegnati 3 punti alla squadra vincente e 0 a quella sconfitta, se il risultato finale è stato di 3-2 sono stati assegnati 2 punti alla squadra vincente e 1 a quella sconfitta.
L'ordine del posizionamento in classifica è stato definito in base a:
- Punti;
- Ratio dei set vinti/persi;
- Ratio dei punti realizzati/subiti.

## Squadre partecipanti
| Squadra       | Qualificazione                                                  | Ultima partecipazione |
| ------------- | --------------------------------------------------------------- | --------------------- |
| Argentina     | 2ª al campionato sudamericano 2013                              | Italia 2010           |
| Australia     | 1ª al torneo di qualificazione asiatico ed oceaniano (girone A) | Italia 2010           |
| Belgio        | 1ª al torneo di qualificazione europeo (girone L)               | Italia 1978           |
| Brasile       | 1ª al campionato sudamericano 2013                              | Italia 2010           |
| Bulgaria      | 1ª al torneo di qualificazione europeo (girone I)               | Italia 2010           |
| Camerun       | 1ª al torneo di qualificazione africano (girone T)              | Italia 2010           |
| Canada        | 1ª al torneo di qualificazione nordamericano (girone Q)         | Italia 2010           |
| Cina          | 1ª al torneo di qualificazione asiatico e oceaniano (girone C)  | Italia 2010           |
| Corea del Sud | 1ª al torneo di qualificazione asiatico e oceaniano (girone D)  | Giappone 2006         |
| Cuba          | 1ª al torneo di qualificazione nordamericano (girone P)         | Italia 2010           |
| Egitto        | 1ª al torneo di qualificazione africano (girone U)              | Italia 2010           |
| Finlandia     | 1ª al torneo di qualificazione europeo (girone M)               | Argentina 1982        |
| Francia       | Migliore 2ª al torneo di qualificazione europeo                 | Italia 2010           |
| Germania      | 1ª al torneo di qualificazione europeo (girone K)               | Italia 2010           |
| Iran          | 1ª al torneo di qualificazione asiatico e oceaniano (girone B)  | Italia 2010           |
| Italia        | 2ª al campionato europeo 2013                                   | Italia 2010           |
| Messico       | 1ª al torneo di qualificazione nordamericano (girone R)         | Italia 2010           |
| Polonia       | Paese organizzatore                                             | Italia 2010           |
| Porto Rico    | 1ª ai play-off al torneo di qualificazione nordamericano        | Italia 2010           |
| Russia        | 1ª al campionato europeo 2013                                   | Italia 2010           |
| Serbia        | 1ª al torneo di qualificazione europeo (girone J)               | Italia 2010           |
| Stati Uniti   | 1ª al torneo di qualificazione nordamericano (girone O)         | Italia 2010           |
| Tunisia       | 1ª al torneo di qualificazione africano (girone V)              | Italia 2010           |
| Venezuela     | 1ª al torneo di qualificazione sudamericano                     | Italia 2010           |

## Torneo

### Prima fase
| Girone A  | Girone B      | Girone C | Girone D    |
| --------- | ------------- | -------- | ----------- |
| Argentina | Brasile       | Bulgaria | Belgio      |
| Australia | Corea del Sud | Canada   | Francia     |
| Camerun   | Cuba          | Cina     | Iran        |
| Polonia   | Finlandia     | Egitto   | Italia      |
| Serbia    | Germania      | Messico  | Porto Rico  |
| Venezuela | Tunisia       | Russia   | Stati Uniti |

#### Girone A

##### Risultati
| 30 agosto 2014 Stadio Nazionale, Varsavia Durata: 1h:23 - Spettatori: 61 500      | Polonia   | 3 - 0 | Serbia    | 25-19, 25-19, 25-18              |
| 31 agosto 2014 Sala del Centenario, Breslavia Durata: 1h:19 - Spettatori: 2 351   | Venezuela | 0 - 3 | Argentina | 23-25, 17-25, 19-25              |
| 31 agosto 2014 Sala del Centenario, Breslavia Durata: 1h:15 - Spettatori: 2 201   | Camerun   | 0 - 3 | Australia | 22-25, 15-25, 18-25              |
| 2 settembre 2014 Sala del Centenario, Breslavia Durata: 1h:49 - Spettatori: 3 786 | Argentina | 1 - 3 | Serbia    | 17-25, 25-20, 21-25, 21-25       |
| 2 settembre 2014 Sala del Centenario, Breslavia Durata: 2h:05 - Spettatori: 2 264 | Venezuela | 3 - 1 | Camerun   | 25-22, 25-21, 31-33, 25-14       |
| 2 settembre 2014 Sala del Centenario, Breslavia Durata: 1h:17 - Spettatori: 5 263 | Australia | 0 - 3 | Polonia   | 17-25, 19-25, 22-25              |
| 4 settembre 2014 Sala del Centenario, Breslavia Durata: 1h:19 - Spettatori: 2 154 | Camerun   | 0 - 3 | Argentina | 17-25, 18-25, 23-25              |
| 4 settembre 2014 Sala del Centenario, Breslavia Durata: 1h:44 - Spettatori: 2 843 | Serbia    | 3 - 1 | Australia | 25-23, 25-22, 22-25, 25-17       |
| 4 settembre 2014 Sala del Centenario, Breslavia Durata: 1h:13 - Spettatori: 6 819 | Polonia   | 3 - 0 | Venezuela | 25-20, 25-13, 25-14              |
| 6 settembre 2014 Sala del Centenario, Breslavia Durata: 1h:12 - Spettatori: 4 869 | Argentina | 3 - 0 | Australia | 25-18, 25-19, 25-18              |
| 6 settembre 2014 Sala del Centenario, Breslavia Durata: 1h:12 - Spettatori: 3 511 | Venezuela | 0 - 3 | Serbia    | 20-25, 17-25, 22-25              |
| 6 settembre 2014 Sala del Centenario, Breslavia Durata: 1h:58 - Spettatori: 6 951 | Camerun   | 1 - 3 | Polonia   | 27-25, 23-25, 16-25, 22-25       |
| 7 settembre 2014 Sala del Centenario, Breslavia Durata: 1h:57 - Spettatori: 2 555 | Australia | 3 - 2 | Venezuela | 25-20, 23-25, 21-25, 25-16, 15-9 |
| 7 settembre 2014 Sala del Centenario, Breslavia Durata: 1h:24 - Spettatori: 6 951 | Polonia   | 3 - 0 | Argentina | 25-20, 25-20, 25-23              |
| 7 settembre 2014 Sala del Centenario, Breslavia Durata: 1h:52 - Spettatori: 3 149 | Serbia    | 3 - 1 | Camerun   | 25-21, 24-26, 29-27, 25-17       |

##### Classifica
| Pos | Squadra   | Pt | G | V | P | SV | SP | Ratio  | PF  | PS  | Ratio |
| --- | --------- | -- | - | - | - | -- | -- | ------ | --- | --- | ----- |
| 1   | Polonia   | 15 | 5 | 5 | 0 | 15 | 1  | 15.000 | 400 | 311 | 1.286 |
| 2   | Serbia    | 12 | 5 | 4 | 1 | 12 | 6  | 2.000  | 425 | 396 | 1.073 |
| 3   | Argentina | 9  | 5 | 3 | 2 | 10 | 6  | 1.666  | 372 | 342 | 1.087 |
| 4   | Australia | 5  | 5 | 2 | 3 | 7  | 11 | 0.636  | 384 | 397 | 0.967 |
| 5   | Venezuela | 4  | 5 | 1 | 4 | 5  | 13 | 0.384  | 366 | 424 | 0.863 |
| 6   | Camerun   | 0  | 5 | 0 | 5 | 3  | 15 | 0.200  | 382 | 459 | 0.832 |

#### Girone B

##### Risultati
| 1º settembre 2014 Spodek, Katowice Durata: 1h:19 - Spettatori: 6 300 | Brasile       | 3 - 0 | Germania      | 25-21, 25-19, 25-17               |
| 1º settembre 2014 Spodek, Katowice Durata: 2h:04 - Spettatori: 2 000 | Finlandia     | 3 - 2 | Cuba          | 18-25, 21-25, 27-25, 25-23, 15-12 |
| 1º settembre 2014 Spodek, Katowice Durata: 1h:56 - Spettatori: 1 750 | Corea del Sud | 3 - 1 | Tunisia       | 24-26, 26-24, 25-21, 25-18        |
| 3 settembre 2014 Spodek, Katowice Durata: 1h:16 - Spettatori: 2 000  | Cuba          | 0 - 3 | Germania      | 16-25, 21-25, 19-25               |
| 3 settembre 2014 Spodek, Katowice Durata: 1h:21 - Spettatori: 3 000  | Finlandia     | 3 - 0 | Corea del Sud | 25-22, 26-24, 25-15               |
| 3 settembre 2014 Spodek, Katowice Durata: 1h:09 - Spettatori: 2 000  | Tunisia       | 0 - 3 | Brasile       | 18-25, 10-25, 17-25               |
| 5 settembre 2014 Spodek, Katowice Durata: 1h:47 - Spettatori: 1 000  | Corea del Sud | 1 - 3 | Cuba          | 21-25, 25-23, 14-25, 22-25        |
| 5 settembre 2014 Spodek, Katowice Durata: 1h:31 - Spettatori: 3 300  | Germania      | 3 - 1 | Tunisia       | 25-13, 25-19, 21-25, 25-12        |
| 5 settembre 2014 Spodek, Katowice Durata: 1h:31 - Spettatori: 7 100  | Brasile       | 3 - 0 | Finlandia     | 27-25, 25-21, 26-24               |
| 6 settembre 2014 Spodek, Katowice Durata: 1h:59 - Spettatori: 1 020  | Cuba          | 3 - 2 | Tunisia       | 16-25, 25-20, 25-23, 20-25, 15-13 |
| 6 settembre 2014 Spodek, Katowice Durata: 1h:53 - Spettatori: 6 500  | Finlandia     | 1 - 3 | Germania      | 20-25, 25-19, 24-26, 19-25        |
| 6 settembre 2014 Spodek, Katowice Durata: 2h:05 - Spettatori: 3 300  | Corea del Sud | 2 - 3 | Brasile       | 25-21, 13-25, 21-25, 25-17, 13-15 |
| 7 settembre 2014 Spodek, Katowice Durata: 1h:09 - Spettatori: 3 300  | Tunisia       | 0 - 3 | Finlandia     | 18-25, 14-25, 20-25               |
| 7 settembre 2014 Spodek, Katowice Durata: 1h:12 - Spettatori: 6 000  | Germania      | 3 - 0 | Corea del Sud | 25-13, 25-16, 25-21               |
| 7 settembre 2014 Spodek, Katowice Durata: 1h:46 - Spettatori: 9 000  | Brasile       | 3 - 1 | Cuba          | 22-25, 25-23, 25-18, 25-17        |

##### Classifica
| Pos | Squadra       | Pt | G | V | P | SV | SP | Ratio | PF  | PS  | Ratio |
| --- | ------------- | -- | - | - | - | -- | -- | ----- | --- | --- | ----- |
| 1   | Brasile       | 14 | 5 | 5 | 0 | 15 | 3  | 5.000 | 428 | 352 | 1.215 |
| 2   | Germania      | 12 | 5 | 4 | 1 | 12 | 5  | 2.400 | 398 | 338 | 1.177 |
| 3   | Finlandia     | 8  | 5 | 3 | 2 | 10 | 8  | 1.250 | 415 | 396 | 1.047 |
| 4   | Cuba          | 6  | 5 | 2 | 3 | 9  | 12 | 0.750 | 448 | 466 | 0.961 |
| 5   | Corea del Sud | 4  | 5 | 1 | 4 | 6  | 13 | 0.461 | 390 | 441 | 0.884 |
| 6   | Tunisia       | 1  | 5 | 0 | 5 | 4  | 15 | 0.266 | 361 | 447 | 0.807 |

#### Girone C

##### Risultati
| 1º settembre 2014 Ergo Arena, Danzica Durata: 1h:10 - Spettatori: 4 500 | Russia   | 3 - 0 | Canada   | 25-21, 25-19, 25-21               |
| 1º settembre 2014 Ergo Arena, Danzica Durata: 1h:15 - Spettatori: 3 000 | Messico  | 0 - 3 | Bulgaria | 16-25, 17-25, 21-25               |
| 1º settembre 2014 Ergo Arena, Danzica Durata: 1h:50 - Spettatori: 3 000 | Cina     | 3 - 1 | Egitto   | 25-20, 25-20, 23-25, 33-31        |
| 3 settembre 2014 Ergo Arena, Danzica Durata: 2h:14 - Spettatori: 3 500  | Bulgaria | 2 - 3 | Canada   | 25-17, 17-25, 25-20, 24-26, 8-15  |
| 3 settembre 2014 Ergo Arena, Danzica Durata: 1h:42 - Spettatori: 2 200  | Messico  | 1 - 3 | Cina     | 25-20, 19-25, 20-25, 20-25        |
| 3 settembre 2014 Ergo Arena, Danzica Durata: 1h:08 - Spettatori: 4 500  | Egitto   | 0 - 3 | Russia   | 22-25, 15-25, 15-25               |
| 5 settembre 2014 Ergo Arena, Danzica Durata: 1h:28 - Spettatori: 2 100  | Cina     | 0 - 3 | Bulgaria | 23-25, 23-25, 19-25               |
| 5 settembre 2014 Ergo Arena, Danzica Durata: 1h:07 - Spettatori: 2 500  | Canada   | 3 - 0 | Egitto   | 25-14, 25-19, 25-22               |
| 5 settembre 2014 Ergo Arena, Danzica Durata: 1h:39 - Spettatori: 5 500  | Russia   | 3 - 1 | Messico  | 21-25, 25-20, 25-14, 25-17        |
| 6 settembre 2014 Ergo Arena, Danzica Durata: 2h:16 - Spettatori: 3 000  | Bulgaria | 3 - 2 | Egitto   | 25-22, 26-24, 23-25, 20-25, 15-11 |
| 6 settembre 2014 Ergo Arena, Danzica Durata: 1h:10 - Spettatori: 6 500  | Messico  | 0 - 3 | Canada   | 17-25, 18-25, 19-25               |
| 6 settembre 2014 Ergo Arena, Danzica Durata: 1h:18 - Spettatori: 8 400  | Cina     | 0 - 3 | Russia   | 22-25, 11-25, 21-25               |
| 7 settembre 2014 Ergo Arena, Danzica Durata: 2h:04 - Spettatori: 2 200  | Egitto   | 2 - 3 | Messico  | 25-16, 20-25, 21-25, 25-21, 10-15 |
| 7 settembre 2014 Ergo Arena, Danzica Durata: 1h:26 - Spettatori: 6 900  | Canada   | 3 - 0 | Cina     | 26-24, 27-25, 25-17               |
| 7 settembre 2014 Ergo Arena, Danzica Durata: 2h:10 - Spettatori: 10 700 | Russia   | 3 - 2 | Bulgaria | 20-25, 23-25, 25-20, 25-23, 15-11 |

##### Classifica
| Pos | Squadra  | Pt | G | V | P | SV | SP | Ratio | PF  | PS  | Ratio |
| --- | -------- | -- | - | - | - | -- | -- | ----- | --- | --- | ----- |
| 1   | Russia   | 14 | 5 | 5 | 0 | 15 | 3  | 5.000 | 429 | 347 | 1.236 |
| 2   | Canada   | 11 | 5 | 4 | 1 | 12 | 5  | 2.400 | 392 | 349 | 1.123 |
| 3   | Bulgaria | 10 | 5 | 3 | 2 | 13 | 8  | 1.625 | 462 | 437 | 1.057 |
| 4   | Cina     | 6  | 5 | 2 | 3 | 6  | 11 | 0.545 | 386 | 408 | 0.946 |
| 5   | Messico  | 2  | 5 | 1 | 4 | 5  | 14 | 0.357 | 370 | 442 | 0.837 |
| 6   | Egitto   | 2  | 5 | 0 | 5 | 5  | 15 | 0.333 | 411 | 467 | 0.880 |

#### Girone D

##### Risultati
| 31 agosto 2014 Kraków Arena, Cracovia Durata: 2h:04 - Spettatori: 6 900    | Italia      | 1 - 3 | Iran        | 16-25, 25-23, 21-25, 22-25        |
| 31 agosto 2014 Kraków Arena, Cracovia Durata: 2h:15 - Spettatori: 4 100    | Belgio      | 2 - 3 | Stati Uniti | 21-25, 25-17, 16-25, 25-21, 11-15 |
| 31 agosto 2014 Kraków Arena, Cracovia Durata: 1h:27 - Spettatori: 3 900    | Porto Rico  | 0 - 3 | Francia     | 23-25, 22-25, 24-26               |
| 2 settembre 2014 Kraków Arena, Cracovia Durata: 2h:29 - Spettatori: 3 150  | Stati Uniti | 2 - 3 | Iran        | 23-25, 19-25, 25-19, 25-18, 15-17 |
| 2 settembre 2014 Kraków Arena, Cracovia Durata: 1h:24 - Spettatori: 5 700  | Belgio      | 3 - 0 | Porto Rico  | 25-19, 25-17, 25-20               |
| 2 settembre 2014 Kraków Arena, Cracovia Durata: 2h:05 - Spettatori: 11 150 | Francia     | 2 - 3 | Italia      | 25-20, 25-20, 23-25, 13-25, 12-15 |
| 4 settembre 2014 Kraków Arena, Cracovia Durata: 1h:21 - Spettatori: 2 900  | Porto Rico  | 0 - 3 | Stati Uniti | 15-25, 8-25, 20-25                |
| 4 settembre 2014 Kraków Arena, Cracovia Durata: 1h:57 - Spettatori: 6 500  | Iran        | 1 - 3 | Francia     | 18-25, 25-14, 19-25, 27-29        |
| 4 settembre 2014 Kraków Arena, Cracovia Durata: 1h:59 - Spettatori: 7 900  | Italia      | 3 - 1 | Belgio      | 26-28, 25-15, 25-16, 28-26        |
| 6 settembre 2014 Kraków Arena, Cracovia Durata: 1h:44 - Spettatori: 14 100 | Stati Uniti | 1 - 3 | Francia     | 25-19, 17-25, 15-25, 21-25        |
| 6 settembre 2014 Kraków Arena, Cracovia Durata: 1h:54 - Spettatori: 7 400  | Belgio      | 1 - 3 | Iran        | 23-25, 15-25, 25-21, 20-25        |
| 6 settembre 2014 Kraków Arena, Cracovia Durata: 1h:55 - Spettatori: 7 150  | Porto Rico  | 3 - 1 | Italia      | 19-25, 25-19, 25-23, 25-22        |
| 7 settembre 2014 Kraków Arena, Cracovia Durata: 2h:00 - Spettatori: 10 500 | Francia     | 3 - 2 | Belgio      | 25-14, 21-25, 25-20, 22-25, 15-12 |
| 7 settembre 2014 Kraków Arena, Cracovia Durata: 1h:24 - Spettatori: 8 800  | Iran        | 3 - 0 | Porto Rico  | 25-17, 25-22, 25-14               |
| 7 settembre 2014 Kraków Arena, Cracovia Durata: 2h:02 - Spettatori: 14 100 | Italia      | 1 - 3 | Stati Uniti | 18-25, 20-25, 25-23, 17-25        |

##### Classifica
| Pos | Squadra     | Pt | G | V | P | SV | SP | Ratio | PF  | PS  | Ratio |
| --- | ----------- | -- | - | - | - | -- | -- | ----- | --- | --- | ----- |
| 1   | Francia     | 12 | 5 | 4 | 1 | 14 | 7  | 2.000 | 469 | 437 | 1.073 |
| 2   | Iran        | 11 | 5 | 4 | 1 | 13 | 7  | 1.857 | 462 | 420 | 1.100 |
| 3   | Stati Uniti | 9  | 5 | 3 | 2 | 12 | 9  | 1.333 | 461 | 419 | 1.100 |
| 4   | Italia      | 5  | 5 | 2 | 3 | 9  | 12 | 0.750 | 462 | 473 | 0.976 |
| 5   | Belgio      | 5  | 5 | 1 | 4 | 9  | 12 | 0.750 | 437 | 467 | 0.935 |
| 6   | Porto Rico  | 3  | 5 | 1 | 4 | 3  | 13 | 0.230 | 315 | 390 | 0.807 |

### Seconda fase
| Girone E    | Girone F  |
| ----------- | --------- |
| Argentina   | Bulgaria  |
| Australia   | Brasile   |
| Francia     | Canada    |
| Iran        | Cina      |
| Italia      | Cuba      |
| Polonia     | Finlandia |
| Serbia      | Germania  |
| Stati Uniti | Russia    |

#### Girone E

##### Risultati
| 10 settembre 2014 Hala Łuczniczka, Bydgoszcz Durata: 1h:52 - Spettatori: 3 350 | Argentina | 1 - 3 | Francia     | 25-21, 17-25, 27-29, 18-25        |
| 10 settembre 2014 Atlas Arena, Łódź Durata: 1h:24 - Spettatori: 4 500          | Serbia    | 3 - 0 | Italia      | 25-19, 29-27, 25-22               |
| 10 settembre 2014 Atlas Arena, Łódź Durata: 2h:10 - Spettatori: 10 600         | Polonia   | 1 - 3 | Stati Uniti | 27-29, 22-25, 27-25, 23-25        |
| 10 settembre 2014 Hala Łuczniczka, Bydgoszcz Durata: 1h:49 - Spettatori: 2 350 | Australia | 1 - 3 | Iran        | 23-25, 21-25, 25-21, 17-25        |
| 11 settembre 2014 Hala Łuczniczka, Bydgoszcz Durata: 1h:19 - Spettatori: 2 650 | Argentina | 0 - 3 | Iran        | 15-25, 23-25, 16-25               |
| 11 settembre 2014 Atlas Arena, Łódź Durata: 1h:56 - Spettatori: 3 400          | Serbia    | 1 - 3 | Stati Uniti | 25-23, 29-31, 17-25, 21-25        |
| 11 settembre 2014 Atlas Arena, Łódź Durata: 1h:52 - Spettatori: 11 800         | Polonia   | 3 - 1 | Italia      | 19-25, 25-18, 25-20, 26-24        |
| 11 settembre 2014 Hala Łuczniczka, Bydgoszcz Durata: 1h:42 - Spettatori: 2 500 | Australia | 1 - 3 | Francia     | 22-25, 18-25, 32-30, 17-25        |
| 13 settembre 2014 Hala Łuczniczka, Bydgoszcz Durata: 2h:00 - Spettatori: 5 350 | Argentina | 3 - 1 | Italia      | 17-25, 25-21, 30-28, 25-21        |
| 13 settembre 2014 Atlas Arena, Łódź Durata: 1h:43 - Spettatori: 9 400          | Serbia    | 1 - 3 | Francia     | 27-25, 23-25, 23-25, 20-25        |
| 13 settembre 2014 Atlas Arena, Łódź Durata: 2h:27 - Spettatori: 12 050         | Polonia   | 3 - 2 | Iran        | 25-17, 25-16, 24-26, 19-25, 16-14 |
| 13 settembre 2014 Hala Łuczniczka, Bydgoszcz Durata: 1h:22 - Spettatori: 3 900 | Australia | 0 - 3 | Stati Uniti | 15-25, 19-25, 20-25               |
| 14 settembre 2014 Hala Łuczniczka, Bydgoszcz Durata: 2h:26 - Spettatori: 5 100 | Argentina | 3 - 2 | Stati Uniti | 19-25, 28-26, 25-20, 23-25, 15-11 |
| 14 settembre 2014 Atlas Arena, Łódź Durata: 1h:49 - Spettatori: 9 600          | Serbia    | 1 - 3 | Iran        | 25-27, 25-22, 22-25, 18-25        |
| 14 settembre 2014 Atlas Arena, Łódź Durata: 2h:08 - Spettatori: 12 100         | Polonia   | 3 - 2 | Francia     | 25-18, 21-25, 25-23, 22-25, 15-12 |
| 14 settembre 2014 Hala Łuczniczka, Bydgoszcz Durata: 1h:42 - Spettatori: 2 080 | Australia | 1 - 3 | Italia      | 23-25, 14-25, 25-21, 18-25        |

##### Classifica
| Pos | Squadra     | Pt | G | V | P | SV | SP | Ratio | PF  | PS  | Ratio |
| --- | ----------- | -- | - | - | - | -- | -- | ----- | --- | --- | ----- |
| 1   | Francia     | 17 | 7 | 5 | 2 | 19 | 11 | 1.727 | 693 | 649 | 1.067 |
| 2   | Polonia     | 16 | 7 | 6 | 1 | 19 | 8  | 2.375 | 636 | 568 | 1.119 |
| 3   | Iran        | 15 | 7 | 5 | 2 | 18 | 11 | 1.636 | 659 | 623 | 1.057 |
| 4   | Stati Uniti | 14 | 7 | 4 | 3 | 17 | 12 | 1.416 | 673 | 633 | 1.063 |
| 5   | Serbia      | 9  | 7 | 3 | 4 | 12 | 14 | 0.857 | 601 | 617 | 0.974 |
| 6   | Argentina   | 8  | 7 | 3 | 4 | 11 | 15 | 0.733 | 570 | 602 | 0.946 |
| 7   | Italia      | 5  | 7 | 2 | 5 | 10 | 18 | 0.555 | 615 | 645 | 0.953 |
| 8   | Australia   | 0  | 7 | 0 | 7 | 4  | 21 | 0.190 | 509 | 619 | 0.822 |

#### Girone F

##### Risultati
| 10 settembre 2014 Spodek, Katowice Durata: 1h:19 - Spettatori: 3 000               | Brasile   | 3 - 0 | Bulgaria | 25-15, 25-21, 25-21               |
| 10 settembre 2014 Sala del Centenario, Breslavia Durata: 1h:20 - Spettatori: 3 981 | Finlandia | 0 - 3 | Russia   | 10-25, 18-25, 16-25               |
| 10 settembre 2014 Spodek, Katowice Durata: 1h:14 - Spettatori: 1 000               | Germania  | 3 - 0 | Cina     | 25-19, 25-22, 25-17               |
| 10 settembre 2014 Sala del Centenario, Breslavia Durata: 2h:06 - Spettatori: 2 259 | Cuba      | 2 - 3 | Canada   | 27-25, 18-25, 25-23, 11-25, 13-15 |
| 11 settembre 2014 Spodek, Katowice Durata: 1h:14 - Spettatori: 1 545               | Brasile   | 3 - 0 | Cina     | 25-14, 25-23, 25-18               |
| 11 settembre 2014 Sala del Centenario, Breslavia Durata: 1h:32 - Spettatori: 3 069 | Finlandia | 0 - 3 | Canada   | 25-27, 25-27, 19-25               |
| 11 settembre 2014 Spodek, Katowice Durata: 1h:42 - Spettatori: 1 950               | Germania  | 3 - 1 | Bulgaria | 25-16, 25-15, 23-25, 25-17        |
| 11 settembre 2014 Sala del Centenario, Breslavia Durata: 1h:47 - Spettatori: 3 577 | Cuba      | 1 - 3 | Russia   | 18-25, 25-23, 15-25, 19-25        |
| 13 settembre 2014 Spodek, Katowice Durata: 1h:31 - Spettatori: 4 800               | Brasile   | 3 - 0 | Canada   | 25-19, 25-23, 29-27               |
| 13 settembre 2014 Sala del Centenario, Breslavia Durata: 2h:09 - Spettatori: 2 784 | Finlandia | 2 - 3 | Cina     | 25-22, 22-25, 23-25, 25-20, 14-16 |
| 13 settembre 2014 Spodek, Katowice Durata: 1h:28 - Spettatori: 3 800               | Germania  | 0 - 3 | Russia   | 17-25, 18-25, 24-26               |
| 13 settembre 2014 Sala del Centenario, Breslavia Durata: 1h:31 - Spettatori: 2 640 | Cuba      | 3 - 0 | Bulgaria | 25-23, 25-18, 30-28               |
| 14 settembre 2014 Spodek, Katowice Durata: 1h:50 - Spettatori: 10 370              | Brasile   | 3 - 1 | Russia   | 25-21, 24-26, 25-19, 25-19        |
| 14 settembre 2014 Sala del Centenario, Breslavia Durata: 1h:17 - Spettatori: 4 154 | Finlandia | 3 - 0 | Bulgaria | 25-18, 25-21, 25-18               |
| 14 settembre 2014 Spodek, Katowice Durata: 1h:34 - Spettatori: 2 470               | Germania  | 3 - 0 | Canada   | 28-26, 25-22, 25-23               |
| 14 settembre 2014 Sala del Centenario, Breslavia Durata: 1h:54 - Spettatori: 1 520 | Cuba      | 2 - 3 | Cina     | 25-19, 20-25, 25-18, 20-25, 11-15 |

##### Classifica
| Pos | Squadra   | Pt | G | V | P | SV | SP | Ratio  | PF  | PS  | Ratio |
| --- | --------- | -- | - | - | - | -- | -- | ------ | --- | --- | ----- |
| 1   | Brasile   | 21 | 7 | 7 | 0 | 21 | 2  | 10.500 | 578 | 476 | 1.214 |
| 2   | Russia    | 17 | 7 | 6 | 1 | 19 | 6  | 3.166  | 592 | 498 | 1.188 |
| 3   | Germania  | 15 | 7 | 5 | 2 | 15 | 8  | 1.875  | 537 | 497 | 1.080 |
| 4   | Canada    | 10 | 7 | 4 | 3 | 12 | 3  | 0.923  | 574 | 560 | 1.025 |
| 5   | Finlandia | 6  | 7 | 2 | 5 | 9  | 17 | 0.529  | 561 | 602 | 0.931 |
| 6   | Cuba      | 6  | 7 | 1 | 6 | 11 | 18 | 0.611  | 601 | 660 | 0.910 |
| 7   | Bulgaria  | 5  | 7 | 1 | 6 | 8  | 18 | 0.444  | 534 | 604 | 0.884 |
| 8   | Cina      | 4  | 7 | 2 | 5 | 6  | 19 | 0.315  | 508 | 588 | 0.863 |

### Terza fase
| Girone G | Girone H |
| -------- | -------- |
| Francia  | Brasile  |
| Germania | Polonia  |
| Iran     | Russia   |

#### Girone G

##### Risultati
| 16 settembre 2014 Spodek, Katowice Durata: 1h:19 - Spettatori: 1 630 | Francia  | 3 - 0 | Germania | 25-15, 26-24, 25-22              |
| 17 settembre 2014 Spodek, Katowice Durata: 1h:18 - Spettatori: 1 845 | Germania | 3 - 0 | Iran     | 25-15, 25-21, 25-19              |
| 18 settembre 2014 Spodek, Katowice Durata: 2h:04 - Spettatori: 1 727 | Francia  | 3 - 2 | Iran     | 25-20, 25-23, 22-25, 19-25, 15-9 |

##### Classifica
| Pos | Squadra  | Pt | G | V | P | SV | SP | Ratio | PF  | PS  | Ratio |
| --- | -------- | -- | - | - | - | -- | -- | ----- | --- | --- | ----- |
| 1   | Francia  | 5  | 2 | 2 | 0 | 6  | 2  | 3.000 | 182 | 163 | 1.116 |
| 2   | Germania | 3  | 2 | 1 | 1 | 3  | 3  | 1.000 | 136 | 131 | 1.038 |
| 3   | Iran     | 1  | 2 | 0 | 2 | 2  | 6  | 0.333 | 157 | 181 | 0.867 |

#### Girone H

##### Risultati
| 16 settembre 2014 Atlas Arena, Łódź Durata: 2h:16 - Spettatori: 12 100 | Polonia | 3 - 2 | Brasile | 25-22, 22-25, 14-25, 25-18, 17-15 |
| 17 settembre 2014 Atlas Arena, Łódź Durata: 1h:19 - Spettatori: 2 600  | Brasile | 3 - 0 | Russia  | 25-22, 25-20, 25-21               |
| 18 settembre 2014 Atlas Arena, Łódź Durata: 2h:16 - Spettatori: 12 100 | Polonia | 3 - 2 | Russia  | 25-22, 25-22, 21-25, 22-25, 15-11 |

##### Classifica
| Pos | Squadra | Pt | G | V | P | SV | SP | Ratio | PF  | PS  | Ratio |
| --- | ------- | -- | - | - | - | -- | -- | ----- | --- | --- | ----- |
| 1   | Polonia | 4  | 2 | 2 | 0 | 6  | 4  | 1.500 | 211 | 210 | 1.004 |
| 2   | Brasile | 4  | 2 | 1 | 1 | 5  | 3  | 1.666 | 180 | 166 | 1.084 |
| 3   | Russia  | 1  | 2 | 0 | 2 | 2  | 6  | 0.333 | 168 | 183 | 0.918 |

### Fase finale

#### Finale 1º e 3º posto
|  | Semifinali | Semifinali | Semifinali |         |         | 1º/2º posto | 1º/2º posto | 1º/2º posto |  |
|  |            |            |            |         |         |             |             |             |  |
|  | Francia    | Francia    | 2          |         |         |             |             |             |  |
|  | Francia    | Francia    | 2          |         |         |             |             |             |  |
|  | Brasile    | Brasile    | 3          |         |         |             |             |             |  |
|  | Brasile    | Brasile    | 3          |         | Brasile | Brasile     | 1           |             |  |
|  |            |            |            |         | Brasile | Brasile     | 1           |             |  |
|  |            |            | Polonia    | Polonia | 3       |             |             |             |  |
|  | Germania   | Germania   | Polonia    | Polonia | 3       | 1           |             |             |  |
|  | Germania   | Germania   |            |         |         | 1           |             |             |  |
|  | Polonia    | Polonia    | 3          |         |         | 3º/4º posto | 3º/4º posto | 3º/4º posto |  |
|  | Polonia    | Polonia    | 3          |         |         |             |             |             |  |
|  |            |            |            |         |         |             |             |             |  |
|  |            |            |            |         |         | Francia     | Francia     | 0           |  |
|  |            |            |            |         |         | Francia     | Francia     | 0           |  |
|  |            |            |            |         |         | Germania    | Germania    | 3           |  |

##### Semifinali
| 20 settembre 2014 Spodek, Katowice Durata: 2h:05 - Spettatori: 9 121  | Francia  | 2 - 3 | Brasile | 18-25, 25-23, 23-25, 25-22, 12-15 |
| 20 settembre 2014 Spodek, Katowice Durata: 2h:04 - Spettatori: 12 000 | Germania | 1 - 3 | Polonia | 24-26, 26-28, 25-23, 21-25        |

##### Finale 3º posto
| 21 settembre 2014 Spodek, Katowice Durata: 1h:25 - Spettatori: 7 500 | Francia | 0 - 3 | Germania | 21-25, 24-26, 23-25 |

##### Finale
| 21 settembre 2014 Spodek, Katowice Durata: 1h:56 - Spettatori: 12 528 | Brasile | 1 - 3 | Polonia | 25-18, 22-25, 23-25, 22-25 |

#### Finale 5º posto
| 20 settembre 2014 Atlas Arena, Łódź Durata: 1h:16 - Spettatori: 2 600 | Iran | 0 - 3 | Russia | 19-25, 21-25, 18-25 |

## Podio

### Campione
Formazione: 1 Piotr Nowakowski, 2 Michał Winiarski, 3 Dawid Konarski, 5 Paweł Zagumny, 7 Karol Kłos, 8 Andrzej Wrona, 10 Mariusz Wlazły, 11 Fabian Drzyzga, 13 Michał Kubiak, 16 Krzysztof Ignaczak, 17 Paweł Zatorski, 18 Marcin Możdżonek, 20 Mateusz Mika, 21 Rafał Buszek, CT: Stéphane Antiga

### Secondo posto
Formazione: 1 Bruno de Rezende, 3 Éder Carbonera, 4 Wallace de Souza, 5 Sidnei dos Santos, 6 Leandro Vissotto, 8 Murilo Endres, 9 Renan Buiatti, 10 Ricardo Lucarelli, 11 Felipe da Silva, 12 Luiz Fonteles, 16 Lucas Saatkamp, 18 Maurício Silva, 19 Mário Pedreira, 20 Raphael de Oliveira, CT: Bernardo de Rezende

### Terzo posto
Formazione: 1 Christian Fromm, 2 Markus Steuerwald, 3 Sebastian Schwarz, 5 Sebastian Kühner, 6 Denys Kaliberda, 7 Dirk Westphal, 8 Marcus Böhme, 9 György Grozer, 10 Jochen Schöps, 11 Lukas Kampa, 12 Ferdinand Tille, 15 Tim Broshog, 16 Max Günthör, 18 Michael Andrei, CT: Vital Heynen

## Classifica finale
| Pos | Squadra       | Qualificazione                                |
| --- | ------------- | --------------------------------------------- |
|     | Polonia       | Coppa del Mondo 2015 Campionato mondiale 2018 |
|     | Brasile       |                                               |
|     | Germania      |                                               |
| 4   | Francia       |                                               |
| 5   | Russia        |                                               |
| 6   | Iran          |                                               |
| 7   | Canada        |                                               |
| 7   | Stati Uniti   |                                               |
| 9   | Finlandia     |                                               |
| 9   | Serbia        |                                               |
| 11  | Argentina     |                                               |
| 11  | Cuba          |                                               |
| 13  | Bulgaria      |                                               |
| 13  | Italia        |                                               |
| 15  | Australia     |                                               |
| 15  | Cina          |                                               |
| 17  | Belgio        |                                               |
| 17  | Corea del Sud |                                               |
| 17  | Messico       |                                               |
| 17  | Venezuela     |                                               |
| 21  | Camerun       |                                               |
| 21  | Egitto        |                                               |
| 21  | Porto Rico    |                                               |
| 21  | Tunisia       |                                               |

## Premi individuali
| Premio                | Nome              | Squadra  |
| --------------------- | ----------------- | -------- |
| MVP                   | Mariusz Wlazły    | Polonia  |
| Miglior palleggiatore | Lukas Kampa       | Germania |
| Miglior opposto       | Mariusz Wlazły    | Polonia  |
| Miglior schiacciatore | Ricardo Lucarelli | Brasile  |
| Miglior schiacciatore | Murilo Endres     | Brasile  |
| Miglior centrale      | Marcus Böhme      | Germania |
| Miglior centrale      | Karol Kłos        | Polonia  |
| Miglior libero        | Jenia Grebennikov | Francia  |